# Miquel de Grècia
Miquel de Grècia (grec: Μιχαήλ ντε Γκρες)  (Roma, 7 de gener de 1939 - Atenes, 28 de juliol de 2024) va ser un noble grec. Príncep de Grècia i de Dinamarca, fill del príncep Cristòfor de Grècia i de la princesa Francesca d'Orleans. Va ser net del rei Jordi I de Grècia i de la gran duquessa Olga de Rússia, i del cap de la casa reial francesa dels Orleans el duc de Guisa.

## Biografia
Educat entre França i Grècia, a la mort de la seva mare l'any 1953 s'instal·là a casa del seu cosí el rei Pau I de Grècia i compartí gran part de la seva adolescència amb la del rei Constantí II de Grècia i la reina Sofia de Grècia. Es casà l'any 1965 amb la jove burgesa Marina Karella, filla d'una adinerada família industrial atenenca dedicada al tèxtil.
No és clara la posició de Miquel dins de la família reial grega, ja que pel seu matrimoni morganàtic hagué de renunciar als seus drets i els dels seus successors sobre el tron grec, però, alhora gaudí d'una magnífica relació amb el rei Constantí que l'inclogué (l'únic príncep grec) dins de la seva pàgina web.
La parella no emprengué el camí de l'exili i des del seu matrimoni residiren ininterrompudament a la capital grega on Miquel es dedicà a la literatura i Marina a la pintura gaudint d'un important prestigi intel·lectual. Va publicar nombrosos llibres de temàtica històrica especialitzat en la Grècia clàssica i l'Imperi Otomà.